# Poropuntius deauratus
Poropuntius deauratus és una espècie de peix cipriniforme de la família dels ciprínids que es troba al Vietnam.